# Joyeuxiella echinorhynchoides
Joyeuxiella echinorhynchoides ist ein Bandwurm, der im Mittelmeerraum auftritt. Adulte Würmer sind bis zu 26 cm lang. Der Scolex hat vier Saugnäpfe, das Rostellum bis zu 25 Hakenreihen. Die geschlechtsreifen Bandwurmglieder ähneln einem Kürbiskern und haben in der Gliedmitte doppelt-randständige, sich gegenüberliegende Genitalporen. Der Uterus ist in Eikapseln unterteilt, die jeweils nur ein Bandwurmei beinhalten. Als Zwischenwirt fungieren Dungkäfer. Reptilien und kleine Säugetiere können als Transportwirte in die Infektionskette eingeschaltet sein. J. echinorhynchoides kann auch den Menschen befallen und ist damit ein Zoonoseerreger.